# Berlesezetes auxiliaris
Berlesezetes auxiliaris is een mijtensoort uit de familie van de Microzetidae. De wetenschappelijke naam van de soort is voor het eerst geldig gepubliceerd in 1936 door Grandjean.